# Hylophilodes
Hylophilodes is een geslacht van vlinders van de familie visstaartjes (Nolidae), uit de onderfamilie Chloephorinae.

## Soorten
- H. buddhae Alphéraky, 1897
- H. burmana Berio, 1973
- H. dubia Prout, 1926
- H. elegans Draudt, 1950
- H. esakii Fukushima, 1943
- H. orientalis Hampson, 1894
- H. pacifica Mell, 1943
- H. pseudorientalis Prout, 1921
- H. rara Fukushima, 1943
- H. rubromarginata Bethune-Baker, 1906
- H. tortriciformis Strand, 1917
- H. tsukusensis Nagano, 1918